# Knebelkette

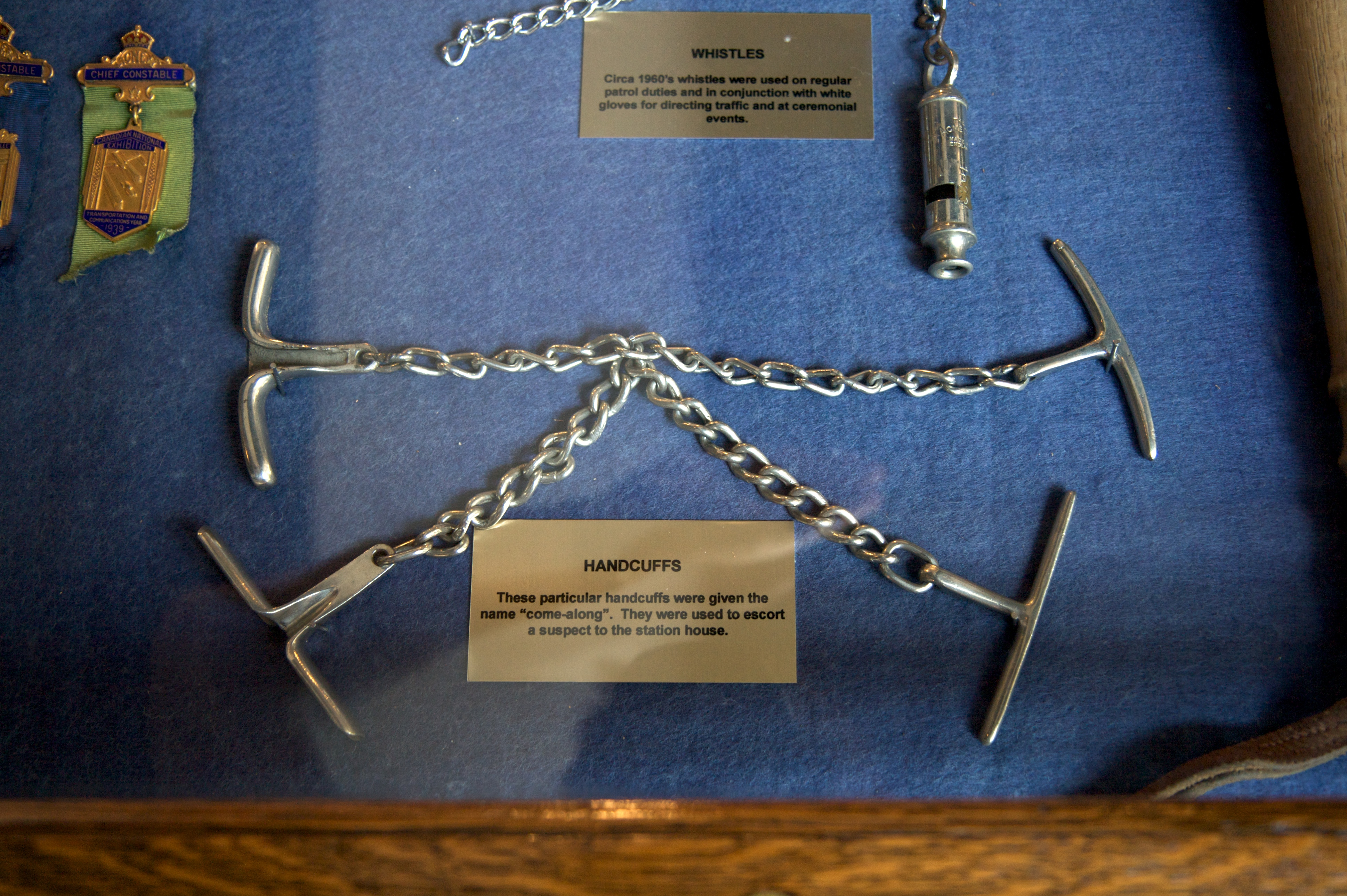

Eine Knebelkette oder auch Führungskette ist ein Fesselwerkzeug, das zum Abführen von Gefangenen benutzt wird. Sie besteht aus einer Kette und je einem T-förmigen Knebel an jedem Ende.
Knebelketten werden um das Handgelenk des Gefangenen gelegt und dann verdreht. Der dadurch hervorgerufene Schmerz soll die Gefangenen gefügig machen. Die Knebelung kann aber auch zu Schäden am Handgelenk führen.
Knebelketten gehörten in der DDR und in der Bundesrepublik Deutschland (in den 1950er-Jahren) zur Standardausrüstung der Polizei, des Strafvollzuges und der DDR-Staatssicherheit.